# Le Spectre de Carthage
Le Spectre de Carthage est une bande dessinée de Jacques Martin, treizième histoire de la série Alix. Elle a été publiée en 1976 dans Tintin et recueillie en album l'année suivante chez Casterman.

## Résumé
Invités par la ville de Carthage en remerciement de leur aide (voir L'Île maudite), Alix et Enak aperçoivent une étrange lueur à la nuit tombée, qui précipite un garde romain du haut du palais des Barca en ruine. La nuit suivante, inspectant les lieux, Alix est pris d'un malaise après avoir vu la lumière. À son réveil la nuit suivante, il décide de reprendre son inspection, de jour.
Au cours de cette expédition, il perd Enak de vue et tombe sur une citerne. Un archer qui tente de le tuer est abattu par les hommes de Corus Maler. En guettant la nuit suivante, ils aperçoivent une silhouette drapée et lumineuse sortir de la citerne, accompagnée d'hommes en armes. Alix réussit à pénétrer dans un passage dissimulé dans la citerne. Alors que Corus Maler et ses hommes sont pris dans une embuscade, Alix est victime d'un éboulement et caché par la prêtresse Samthô. Alors qu'elle fuit avec Alix et est sur le point de lui révéler le mystère de la lumière, elle tombe de l'échelle dans la citerne, et meurt. Alix parvient à fuir et retrouve Enak. Celui-ci, pris de malaise après avoir trouvé une matière brillante, a réussi à en ramener chez leur hôte, mais lorsqu'ils regardent dans le vase censé la contenir, elle a disparu.
Accompagnées d'importantes troupes, les autorités romaines comblent la citerne. Un orage se déchaîne la nuit tombée, et le sculpteur Scoras apparaît armé d'un poignard, mais ne se résout pas à assassiner ses invités. Il leur avoue alors que l'invitation à Carthage était un piège et leur enjoint de fuir. Il meurt alors, foudroyé. Alix et Enak se réfugient au camp romain. Le lendemain, dans la maison de Lydas saccagée, ils découvrent dans un passage éboulé un vieil homme (Zaïn, père de Samthô), qui leur avoue le projet des conspirateurs : ils transportent de l'orichalque, issu d'une météorite tombée en Égypte il y a longtemps et récupéré par les puniques, vers le port. L'homme meurt, car ils lui en ont fait avaler de force.
Guettant au port et alors qu'un nouvel orage éclate, Brutus, l'homme qui a accepté de transporter le matériau, provoque Alix en duel, mais il meurt dans un éboulement provoqué par la foudre. S'échappant dans un canot par un passage secret, Eschoum et ses hommes tentent de rejoindre un navire mouillant au large, dans une mer déchaînée. Ils réussissent mais leur navire est entraîné vers la ville et explose. Alix et son compagnon quittent alors la ville.

## Personnages
- Alix Graccus
- Enak
- Scoras : sculpteur qui accueille Alix et Enak, meurt foudroyé.
- Héliodor : frère de Lydias (apparu dans L'Île maudite).
- Eschôum : mage carthaginois, frère de Rafa (apparu dans La Griffe noire), chef de la conspiration.
- Corus Maler : tribun de l'armée romaine, chargé de l'ordre public dans la ville.
- le gouverneur de la province.
- Zaïn : vieil aveugle carthaginois, meurt après avoir ingéré de force de l'orichalque.
- Samthô : prêtresse de Tanit, fille de Zaïn, meurt d'une chute en fuyant en compagnie d'Alix.
- Brutus : transporte l'orichalque pour les conspirateurs, veut se venger d'Alix (apparu dans Le Tombeau étrusque). Meurt dans un éboulement.

## Prix
1978 : Prix du meilleur album au festival d'Angoulême

## Accueil critique
Pour Benoît Mouchart, si cette aventure reprend les ingrédients qui ont fait le succès de la série, elle entame par ses automatismes et ses répétitions la « décadence » d'Alix.

### Documentation
- Benoît Mouchart, « Le Spectre de Carthage », dans Primé à Angoulême, Éditions de l'An 2, 2003, p. 20-21.